# Расстрел в Кердилии

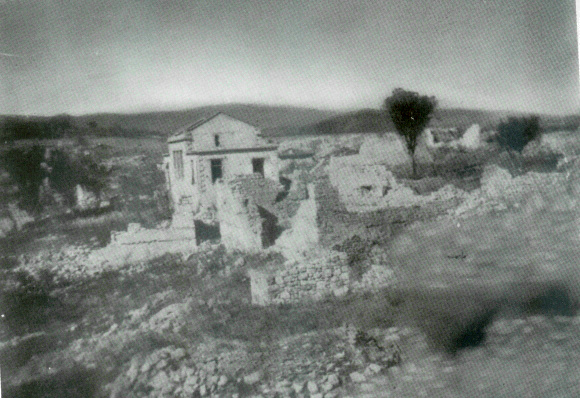
Руины Кердилиа после сожжения

Расстрел в Кердилиа, чаще упоминаемый в греческой историографии как Резня в Верхнем и Нижнем Кердилиа или Резня в Кердилиах (греч. Σφαγή στα Άνω και Κάτω Κερδύλια-Σφαγή των Κερδυλίων) — считается первым массовым расстрелом гражданского населения немецкими оккупационными войсками в Северной Греции в годы Второй мировой войны.

## Предыстория
Сёла Верхнее и Нижнее Кердилиа находились в горном регионе нома Серре, Центральная Македония, недалеко от побережья Стримонийского залива и древнего города Амфиполис.
Всего лишь несколько месяцев после Греческой операции германской армии в апреле 1941 года и последовавшей тройной германо-итало-болгарской оккупации Бюро Македонии и Фракии компартии Греции приняло решение организовать вооружённое сопротивление против болгарских и немецких оккупантов.
В регионе Центральная Македония была создана организация «Свобода» (греч. Ελευθερία).
В продолжение традиций Освободительной войны 1821—1829 годов последовало создание летом 1941 года партизанского отряда, получившего имя Андруцос, Одиссей в районе города Нигритаи отряда  Афанасий Дьяк в горных районах нома Килкис. В начале сентября партизаны отряда Одиссей Андруцос, под командованием уроженца Кердилиа учителя Танасиса Гениоса (избравшего себе псевдонимом имя деятеля Греческой революции македонянина Лассаниса) и его заместителя Периклис а Стаматопулоса, разоружили жандармов в сёлах Эвкарпиа и Мавроталасса нома Серре и 27 сентября 1941 разоружили жандармов в Дафни в районе Нигриты.

## Расстрел
Германское командование обратило внимание на события и приняло решение принять превентивные меры против расширения партизанской деятельности. Население было предупреждено что содействие партизанам будет иметь печальные последствия.
Оккупационные власти создали сеть осведомителей из «надёжных людей» (Vertrauensleute).

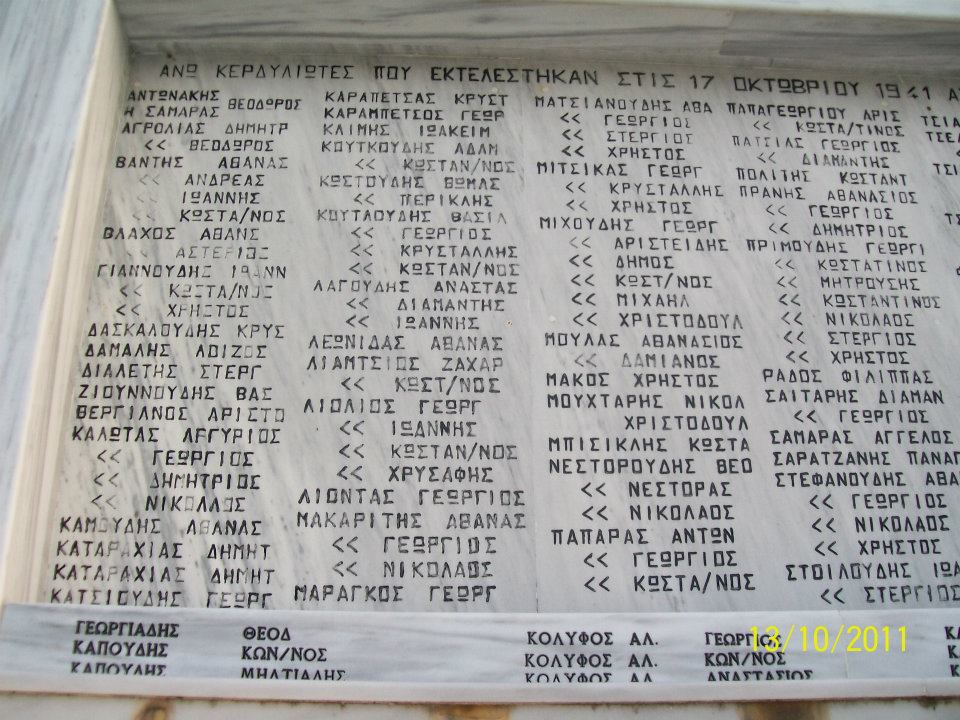
Плита с именами расстрелянных в Верхнем Кердилиа

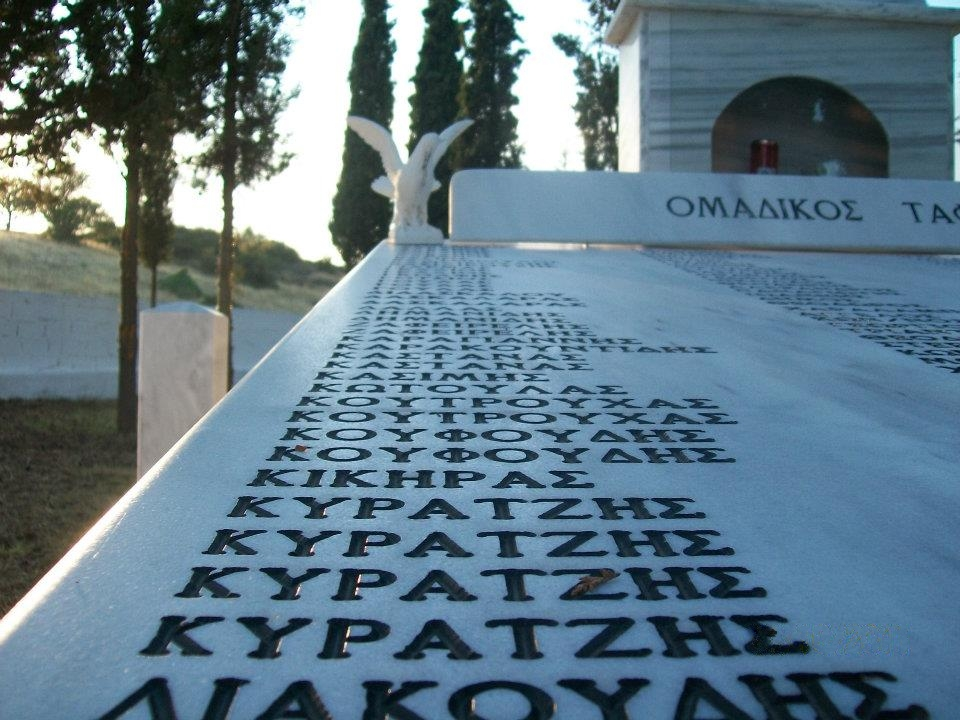
Плита с именами расстрелянных в Нижнем Кердилиа

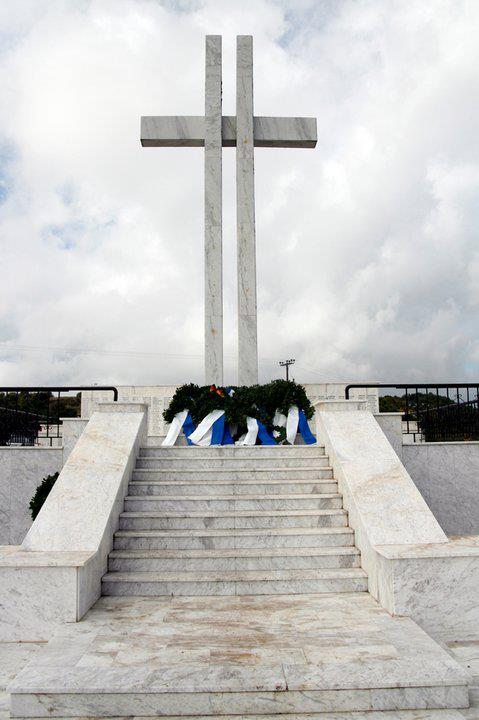
Центральный монумент с крестом.

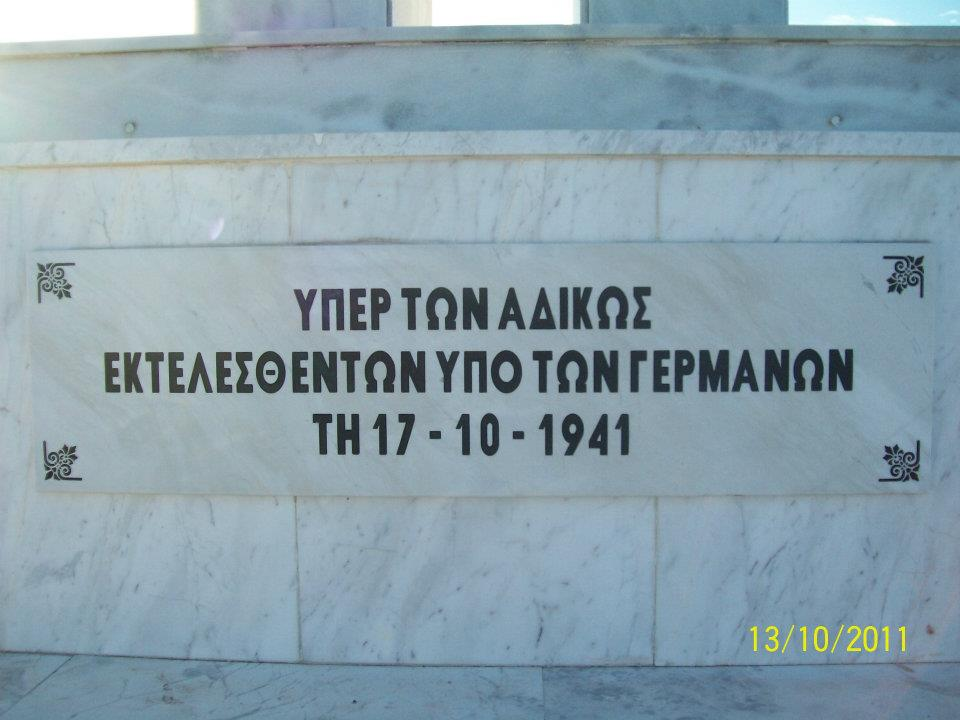
Имена на центральном монументе.

12 октября 1941 года 382-й пехотный полк вермахта произвёл обыск в двух сёлах в поисках лиц, указанных осведомителем.
В Нижнем Кердилиа был убит один человек и сожжено несколько домов.
Собранному населению было объявлено, что следует избегать любой помощи партизанам, иначе все дома сёл будут сожжены, и всё мужское население будет расстреляно.
16 октября 1941 года 382-й пехотный полк вермахта совершил налёт на сёла Зервохори, Дафни и Ситохори и разрушил 20 домов. 2 жителя были расстреляны в квартале Орескиа в Дафни за хранение оружия. 2 других были расстреляны в Ситохори после того как они признались, что приняли участие в событиях в Нигрите".
На рассвете 17 октября 1941 года 2 роты 220-го сапёрного батальона вермахта численностью в 250 солдат, под командованием лейтенантов Ведлера (Wendler) и Шрайнера, выехали на грузовиках из Ставроса, Фессалоники. Достигнув сёл Кердилиа немцы спешились и направились к сёлам с трёх сторон, чтобы застать жителей врасплох.
Почти все жители этих двух сёл были арестованы. Но никто из них не попытался бежать, поскольку до того в регионе не было прецедента массовых расстрелов со стороны германских оккупационных властей.
Напротив, после преждевременного и плохо организованного восстания, организованного греческими коммунистами в городах Драма и Доксато и окружающих сёлах в конце сентября 1941 года, послужившего поводом кровавого террора со стороны болгарских оккупационных властей, наблюдался беспрецедентный исход греческого населения из болгарской зоны оккупации в немецкую.
Жители не приняли всерьёз немецкие угрозы.
Солдаты вермахта собрали мужское население от 16 до 60 лет.
Женщины и дети первоначально были собраны в школах а затем, когда мужчины были уведены, им было разрешено взять с собой столько вещей сколько они могли унести с собой и уйти в сёла Кастри и Эвкарпиа.
В 09:00 был дан сигнал ракетой, и немцы приступили к расстрелу мужского населенияот 16 до 60 лет.
В Верхнем Кердилиа расстрела избежали 17 человек старше 60 лет, среди которых были священник, учитель и егерь, в Нижнем Кердилиа −10 стариков. Эти люди были использованы после завершения расстрелов для захоронения убитых
Все здания сёл, кроме церквей, были сожжены, и после разрушения оставшиеся в живых жители нашли убежище в сёлах Кастри и Эвкарпиа.
Информация о числе убитых колеблется от 207 человек (немецкие источники) до 230 человек.
Официальное объявление германского командования в Фессалоники от 2 ноября 1941 года гласило:

В горах западнее реки Стримонас на протяжении недель действует коммунистическая банда, состоящая из жителей окружающих сёл. Банда занята грабежом богатых селян для приобретения финансовых средств, разоружением греческих жандармов, оружием которых убивает немецких солдат.
В конце сентября были убиты 2 немецких солдата в Лахана и на днях 2 немецких моряка в Калокастрон. В продолжение принятых германской армией мер были разрушены сёла Верхнее и Нижнее Кердилиа, жители которых достоверно принадлежат этой банде, снабжают и поддерживают её всеми возможными способами…
— 

## После войны
После расстрелов сёла более не населялись и оставшиеся в живых жители построили позже в 1955 году село Неа (новое) Кердилиа
Расстрел сёл Кердилиа был отмечен Президентским указом 393/7-12-1998 и община Кердилиа получила статус села-мученика
Расстрел в Кердилиа, как и другие зверства в годы оккупации, послужил поводом для обвинения послевоенными правительствами партизанских групп прокоммунистической ориентации, в том что своей деятельностью они подвергли опасности гражданское население, не защитили его и сделали его лёгкой жертвой возмездия оккупантов.
Генеральный инспектор номов Македонии в годы оккупации А.Хрисохоу, на послевоенном суде в 1959 году, в качестве свидетеля заявил, что причиной вмешательства германской армии, результатом которого стал расстрел жителей, была деятельность коммунистических партизан.
Накал страстей в стране после гражданской войны 1946—1949 годов привёл к тому, что официальное признание жертв понесённых жителями этих сёл греческим государством состоялось только в 1998 году.
В 1978 году на месте расстрела установлен мраморный крест.
Память расстрелянных отмечается каждый год 17 октября